# Pâte Fimo
 (juin 2010).
Si vous disposez d'ouvrages ou d'articles de référence ou si vous connaissez des sites web de qualité traitant du thème abordé ici, merci de compléter l'article en donnant les références utiles à sa vérifiabilité et en les liant à la section « Notes et références ».
« Fimo » redirige ici. Pour les autres significations, voir Fimo (homonymie).
La pâte Fimo est une pâte polymère, inventée en Allemagne en 1939 et commercialisée par Staedtler, utilisée, surtout par de jeunes enfants, pour la fabrication de petits objets décoratifs. En France, toute pâte polymère est souvent appelle pâte Fimmo quels que soient son fabricant ou sa marque, par exemple Sculpey ou Cernit.

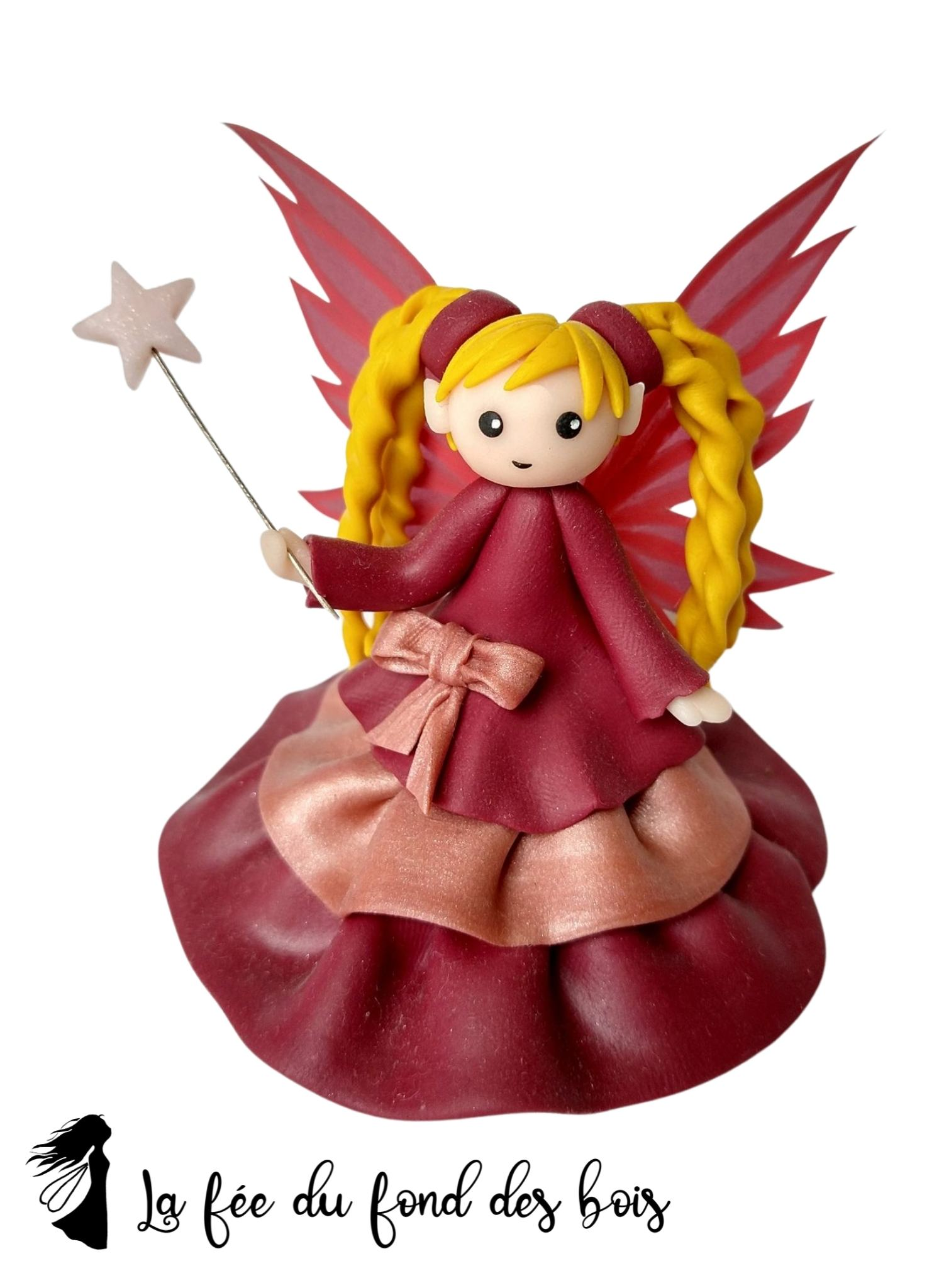
Fée en pâte Fimo
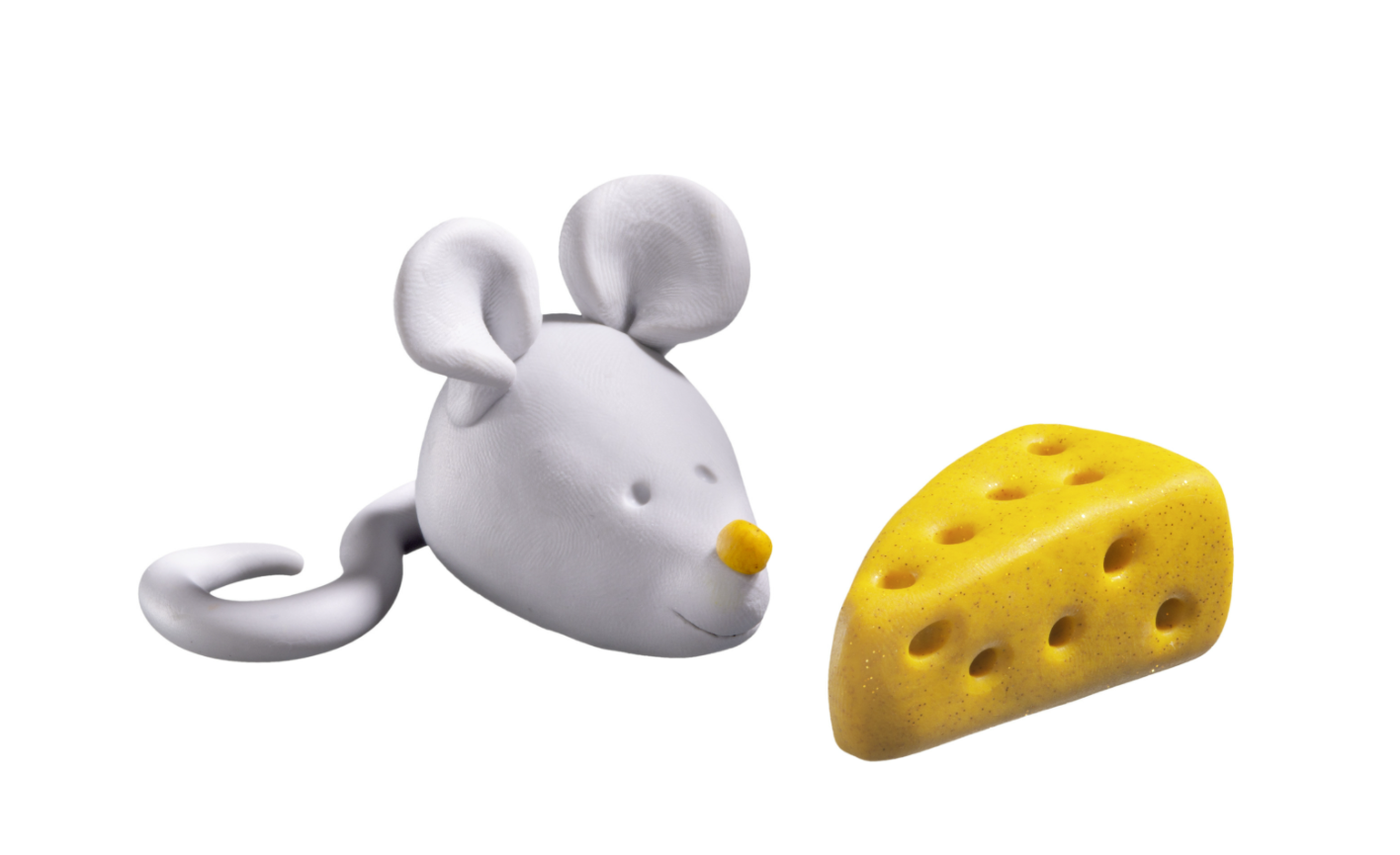
Exemple d'utilisation : souris et gruyère
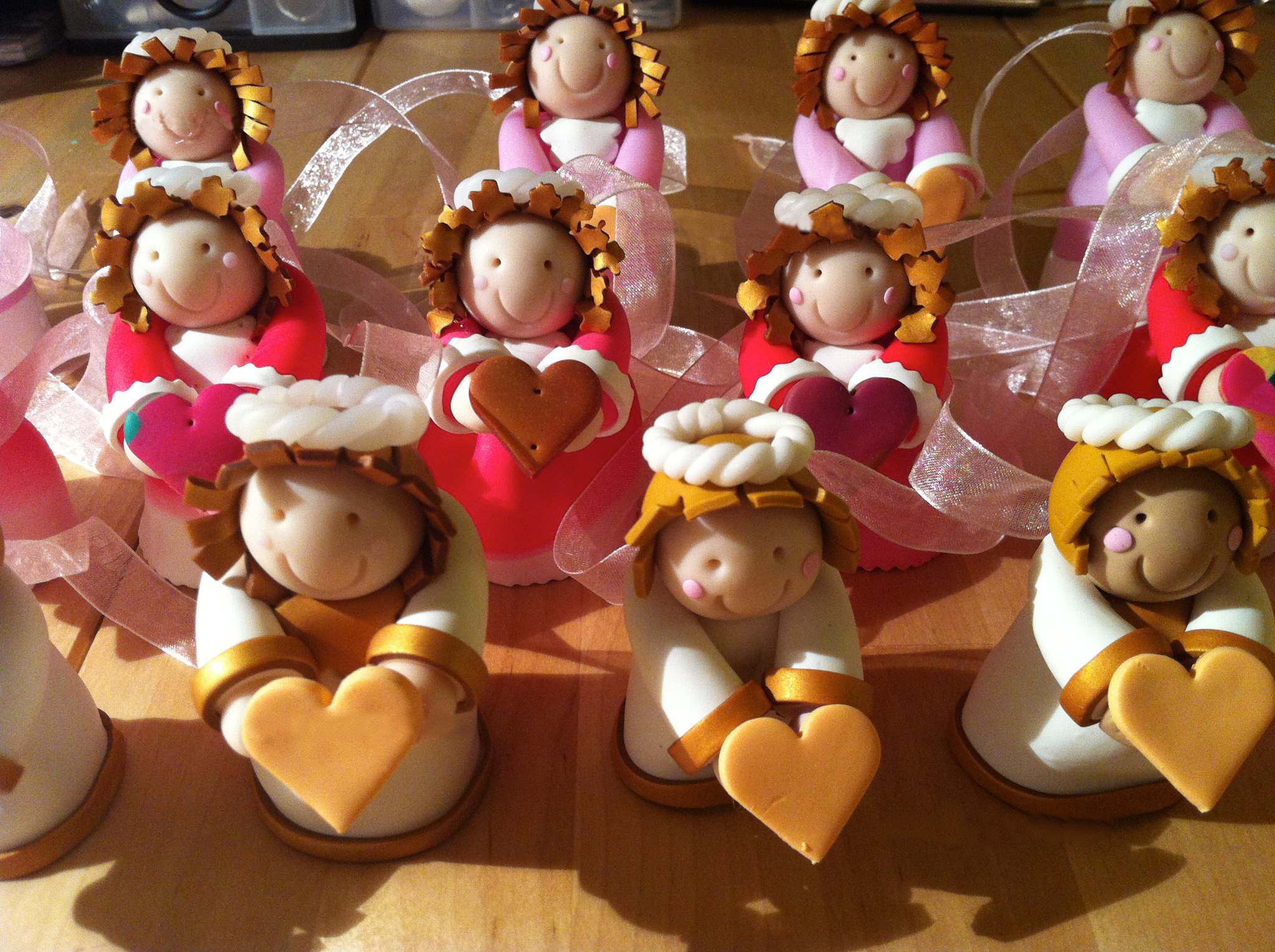
Exemple d'utilisation : anges.
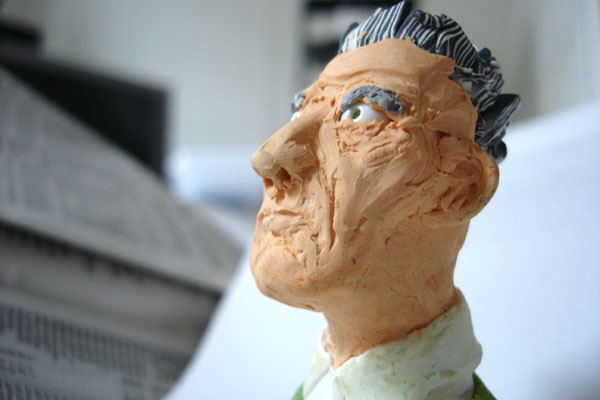
Exemple d'utilisation : Samuel Beckett.
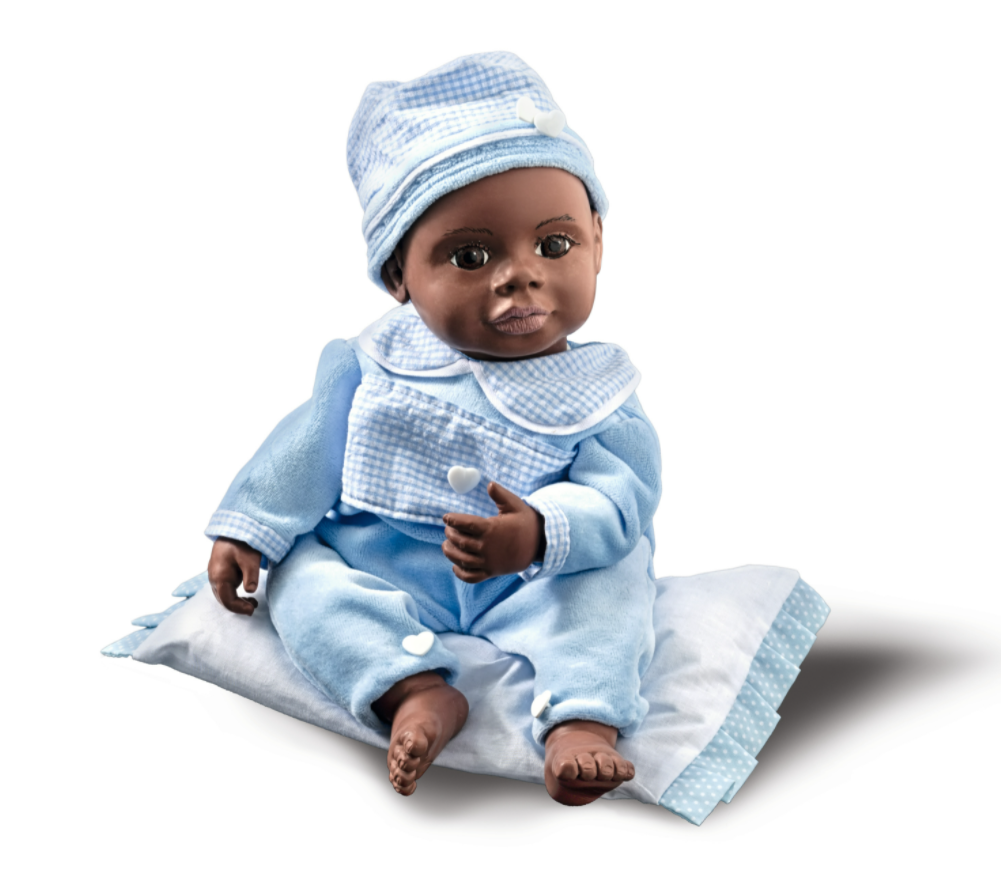
Poupon réalisé en pâte Fimo.

## Toxicité
Certains produits, toxiques si ingérés,
n'entrent plus, depuis 2006, dans la composition de la pâte Fimo, éliminant toute toxicité,
mais quelques sites Internet prônent encore la prudence lors de l'utilisation par des enfants et de la cuisson.

## Utilisation

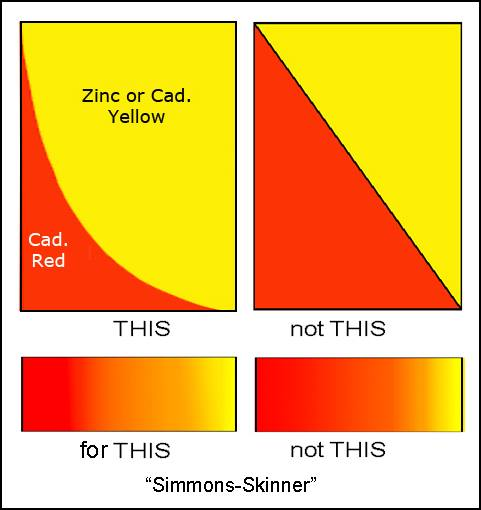
Skinner blend, par Carol Simmons

Une pâte polymère peut servir à la création d'objets divers (bijoux, porte-clefs, talisman, figurines).
Elle se conserve jusqu'à deux mois après ouverture.
Elle se façonne à la main, et de nombreuses techniques peuvent être utilisées, comme:
- le millefiori, qui consiste à faire des colombins de pâte polymère, afin de créer un motif dans une « canne » que l'on découpe pour obtenir des petits motifs indépendants ;
- le skinner blend, qui permet d'obtenir une bande dégradée ;
- les marbrures, les spirales, les canes candy, etc. ;
- le canning, qui est le fait de créer des cannes avec des motifs divers, que l'on coupe ensuite pour les utiliser dans les créations. La Fimo Soft est préférable pour faire les cannes, car elle est beaucoup plus souple à travailler.

## Cuisson
Une fois travaillée, la pâte est passée au four à 110 °C (thermostat 3), ceci afin de la faire durcir par le processus de polymérisation,. C'est d'ailleurs grâce à un de ses composants, la poudre de plastique, que le processus de cuisson aboutit, car la pâte se gélifie et forme une couche solide après refroidissement. Le temps dépend de la marque de la pâte utilisée. Il n'est pas conseillé de cuire la pâte à plus de 130 degrés. Une cuisson à une température plus élevée, ou un temps de cuisson trop important, provoque un dégagement de vapeurs toxiques ; il est donc conseillé, même en respectant la température et le temps de cuisson, d'aérer le four et la pièce, voire d'utiliser un four réservé à la cuisson de la pâte utilisée. Il est préférable de diminuer le temps de cuisson afin d'être sûr de ne pas abîmer l'objet. Une fois la pâte sortie du four, il faut attendre qu'elle refroidisse et donc durcisse 30 minutes, à l'air libre, ou bien on trempe l'objet dans de l'eau froide avec des glaçons. Après cuisson, la pâte polymère résiste à l'eau, ou aux coups brutaux, qu'elle est tout à fait capable d'absorber.
Pour un rendu optimal il est conseillé de vernir sa création : il faut tout d'abord que l'objet ait totalement refroidi pour commencer son vernissage. Cette tâche doit être faite avec un pinceau dont les poils sont tendres afin d’éviter le dépôt des pluches au cours du vernissage.
Il existe plusieurs sortes de pâtes Fimo, comme la Soft, la Effect, la Classique, la kids, la Professionnelle. Cette dernière contient plus de pâte que les autres. La Fimo Soft est la plus utilisée et ses couleurs sont uniques. La Fimo Effect rassemble des couleurs particulières, pailletées, phosphorescentes, translucides. La Professionnelle est vendue en pains de 85 g.
En 2019, Staedtler sort une nouvelle pâte : leather effect (effet cuir).